# مقاطعة أكدال
مقاطعة أكدال هو جزء من التقسيم الإداري لولاية فاس، تضم المقاطعة 142.407 نسمة لإحصاء سنة 2014. يُرمز عادة لهذه المقاطعة بالفيل نوفيل (بالفرنسية Ville Nouvelle).
- - المساحة الإجمالية : 98، 20كلم²
  - نسبة التمدرس : الذكور %93,13 الإناث %77,33

## التسمية أݣدال
أصل تسمية أكدال : اكدال بستان تاريخي وهو بلغة الأمازيغ جنان الملوك والأمراء أي المجال الأخضر الذي تتنفس منه المدينة السلطانية. حيث صدر المصطلح إلى المدن العتيقة الأخرى وفي الفترة الاستعمارية قام المستعمر الفرنسي بخلق وبناء منطقة اكدال لاستقرار الرعايا والجنود الفرنسيين.
تقع مقاطعة اكدال على مساحة إجمالية قدرها 20.98 كلم مربع، حيث يحدها شمالا بلدية المشور فاس الجديد وجنوبا مقاطعة سايس وشرقا مقاطعة فاس المدينة وغربا مقاطعة زواغة.

## تاريخ مقاطعة اكدال
أقدم المقيم العام اليوطي على إنشاء مدينة حديثة بمعزل عن المدينة العتيقة، حيث تم التخطيط لهده المدينة الجديدة فوق هضبة دارالدبيبغ انطلاقا من مشارف القصر الملكي، انطلقت عملية البناء بسرعة أكبر بعد الحرب العالمية الأولى وخصوصا بعد 1926، واستقرت بها معظم الإدارات والمرافق الحديثة والجاليات الأوروبية.

## التأسيس الإداري
تأسست الجماعة الحضرية لفاس سنة 1912 حيث شكلت أول تنظيم بلدي بالمغرب. ومند فجر الاستقلال جعل المغرب من الجماعة الخلية الأساسية لتنفيذ صرحه السياسي والديمقراطي والإداري.حيث وضع كل من ظهيري 1959 بشان انتخابات المجالس الجماعية والتقسيم الإداري للمملكة وظهير 1960 المتعلق بالتنظيم الجماعي اللبنات الأساسية لأول نظام لامركزي مغربي بعد الحماية. وقد بلغت اللامركزية مرحلة متطورة بصدور النصوص القانونية 1976 التي جددت نظام المجالس الجماعية ووفرت الأرضية القانونية لوضع نظام محلي يقوم على أساس الاستقلال الإداري والديمقراطية المحلية المتطورة. وبارتفاع نمو ساكنة فاس دفع الدولة إلى تبني مسلسل التقسيم الجماعي لسنة 1992 الذي أسفر عن خلق خمس بلديات: فاس الجديد، سايس، فاس المدينة، زواغة، واكدال وهيئة للتنسيق بينها وهي المجموعة الحضرية. ومن اجل ضمان التدبير الموحد والفعال لشؤون المدينة تم إلغاء نظام المجموعة الحضرية وإقرار نظام وحدة المدينة الذي جاء به الميثاق الجماعي الجديد لسنة 2002 من خلال القانون رقم 78.00 المتعلق بالميثاق الجماعي الذي تم التنصيص فيه على وحدة المدينة بالنسبة للمدن التي تفوق ساكنتها 500000 نسمة حيث تم إحداث جماعة فاس التي تضم ست مقاطعات من بينها مقاطعة اكدال.

## أهم الاحياء
- المدينة الجديدة
- الأطلس
- حي السعادة
- الليدو